# Dieter Ehrhardt

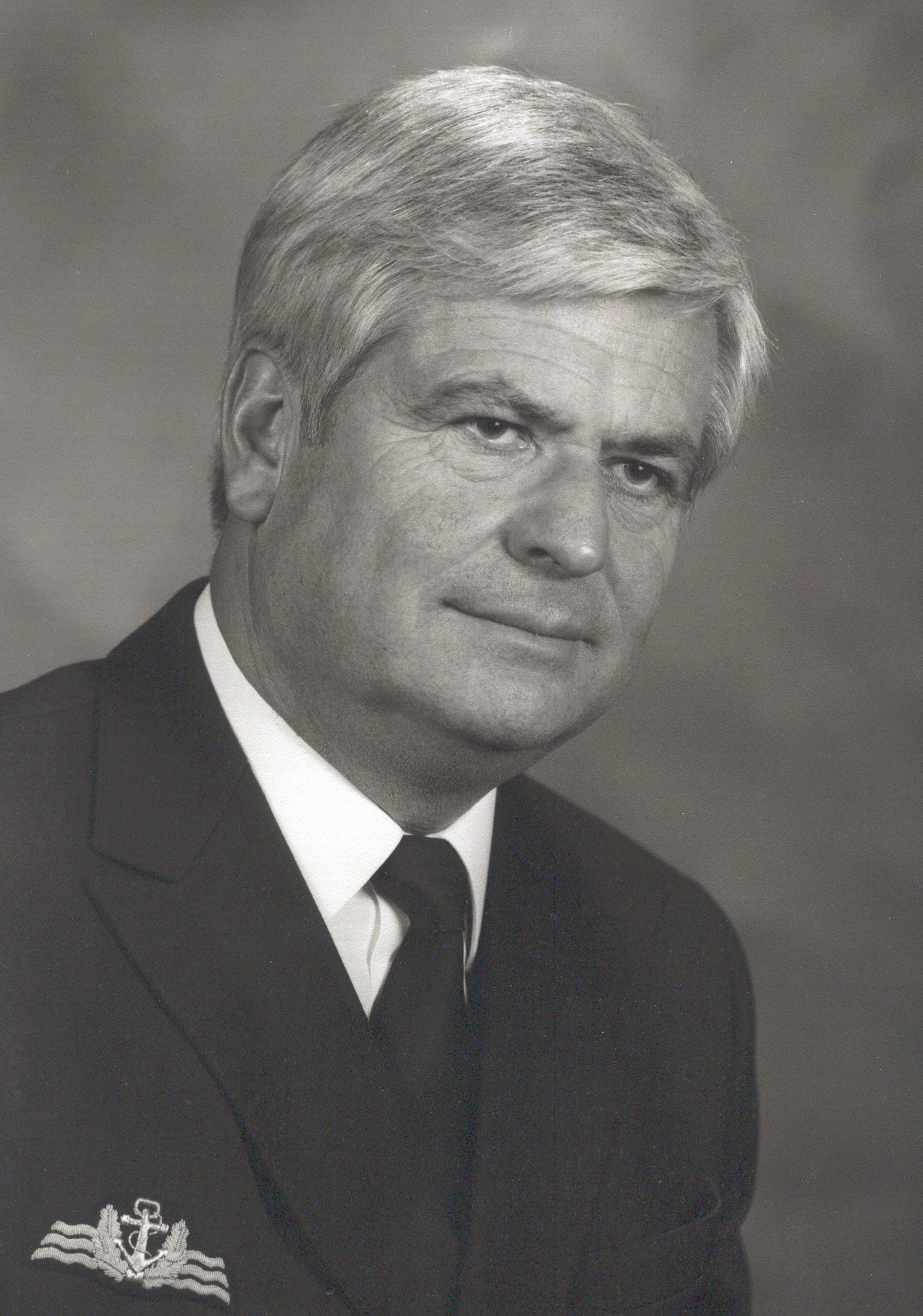
Dieter Ehrhardt (1979)

Dieter Ehrhardt (* 14. Mai 1927 in Kiel; † 8. Februar 2021) war ein Konteradmiral der Bundesmarine und zuletzt von 1985 bis 1987 Befehlshaber des Territorialkommandos Schleswig-Holstein und Deutscher Bevollmächtigter im Bereich Allied Forces Northern Europe (AFNORTH).

## Militärische Laufbahn
Ehrhardt wurde als Sohn des Marineoffiziers Werner Ehrhardt geboren. Er war von Februar 1943 bis Juni 1944 Luftwaffenhelfer und absolvierte parallel seinen Reichsarbeitsdienst. Im Oktober 1944 trat er anschließend als Berufsoffizier-Anwärter in den Dienst der Kriegsmarine ein. Zwei Monate später beendete er die Rekrutenausbildung, bevor er die Bordausbildung absolvierte.
Nach kurzer Gefangenschaft arbeitete Ehrhardt ab Juli 1945 als Eleve in der Landwirtschaft, woraufhin ein zweijähriger Dienst bei der German Minesweeping Administration und beim Minenräumverband Cuxhaven folgte. Von Januar 1949 bis März 1956 war Ehrhardt Angehöriger des British Baltic Fishery Protection Service der Royal Navy. In diesem Verband wurde Ehrhardt im April 1953 Kommandant eines Schnellboots und landete im Auftrag der Organisation Gehlen von Bornholm aus Agenten im Baltikum/der Sowjetunion an, wobei er mit dem späteren Vizeadmiral Hans-Helmut Klose zusammenarbeitete.
Ehrhardt folgte seinem Vater in der Familientradition und trat im April 1956 als Fähnrich zur See in die Bundesmarine ein. Er absolvierte seine Ausbildung mit der Crew I/56. Im Juli 1958 wurde er dann zum Torpedooffizier des Zerstörer 1 befördert, woraufhin Ehrhardt im März 1960 das Kommando über das Schnellboot Storch übernahm. Im Juli 1962 wurde Ehrhardt Gruppenoffizier an der Marineschule Mürwik. Von Oktober 1964 bis September 1966 absolvierte er den 6. Admiralstabsoffizierlehrgang an der Führungsakademie der Bundeswehr in Hamburg, woraufhin er von Oktober 1966 bis Dezember 1969 den Dienst als Hilfsreferent in der Personalabteilung des Bundesministeriums der Verteidigung übernahm. Im Februar 1970 folgte Ehrhardts Ernennung zum Kommandanten des Zerstörers Lütjens. Neben dieser Tätigkeit wurde er vom 9. September 1972 bis 1. Oktober 1972 als Kommandant des Zerstörers Mölders eingesetzt. Von Oktober 1972 bis Dezember 1976 übernahm Ehrhardt als A3-Stabsoffizier die Zerstörerflottille.
Im Januar 1977 begann Ehrhardt seine Attaché-Ausbildung, woraufhin er im September im Dienstgrad Kapitän zur See seinen Dienst als Marineattaché in Washington, D.C., USA aufnahm (1977–1979).
Im April 1979 wurde Ehrhardt unter Beförderung zum Flottillenadmiral Kommandeur der Marineschule Mürwik. Im Oktober 1982 folgte seine Ernennung zum Befehlshaber der Seestreitkräfte der Nordsee in Wilhelmshaven und im Januar 1985 als Konteradmiral zum Befehlshaber des Territorialkommandos Schleswig-Holstein/Deutscher Bevollmächtigter im Bereich AFNORTH in Kiel.
Ehrhardt trat mit Ablauf des September 1987 in den Ruhestand.

## Auszeichnungen
- Kriegsverdienstkreuz mit Schwertern II. Klasse
- Flak-Kampfabzeichen
- Verdienstkreuz I. Klasse des Verdienstordens der Bundesrepublik Deutschland
- Legion of Merit